# Robert Biela
Robert Biela (ur. 16 czerwca 1976 w Nowym Targu) – polski hokeista.
Absolwent NLO SMS PZHL Sosnowiec z 1995 (historycznie pierwszy rocznik). Uczestniczył w turnieju hokejowym na Zimowej Uniwersjadzie 1997. Występował w Podhalu Nowy Targ (1993–1994, 1996–1998), SMS I Sosnowiec (1994–1996) i KTH Krynica (wypożyczony na 2 mecze z Podhala w 1997). 3-krotny mistrz Polski z Podhalem Nowy Targ (1994, 1996 i 1997). W polskiej lidze rozegrał 125 spotkań, strzelił 16 goli, zaliczył 27 asyst i przesiedział 54 minuty na ławce kar. W reprezentacji Polski rozegrał 1 mecz. Zakończył przedwcześnie karierę z powodu postępującej choroby stwardnienia rozsianego. Na rzecz jego wsparcia społeczność Podhala Nowy Targ podjęła organizację charytatywnych meczów hokejowych.

## Sukcesy
Reprezentacyjne
- Awans do Grupy A mistrzostw świata juniorów do lat 20 w 1996